# Az Európai Unió Biztonságpolitikai Kutatóintézete
Az Európai Unió Biztonságpolitikai Kutatóintézete (EUISS) az Európai Unió egy Párizs székhelyű ügynöksége. Eredetileg a Nyugat-európai Unió Biztonságpolitikai Intézete, az EUISS a WEU az Európai Unióba történő beolvasztása után jelenleg az Európai Unió közös kül- és biztonságpolitikájának (KKBP) struktúrájában működik.
Az EUISS egy teljes mértékben önálló ügynökség, amely az EU külpolitikai agytrösztjeként teljes szellemi szabadságot élvez, illetve az EU számára fontos biztonságpolitikai kérdésekben kutatásokat folytat. Az EU ügynökségeként az Intézet egyben kül- és biztonságpolitikai kérdésekben elemző és előrejelző funkciót tölt be az EU Kül- és Biztonságpolitikai Főképviselője és az Európai Unió Külügyi Szolgálata részére.
Az intézet székhelye Párizsban található az Eiffel-torony mellett (100, avenue de Suffren, F-75015 Paris, France +33 (0)1 5689 1930), brüsszeli irodájának elérhetősége : Justus Lipsius Building, 175, rue de la Loi, 00-FG-14, 1048, Brussels, Belgium +32 (0)2 231 0128).

## Feladatok
Az Intézetet megalapító 2001. július 20-i tanácsi együttes fellépés szövege alapján az Intézet 'hozzájárul a KKBP-nek – különösen az EBVP-nek – az európai biztonsági stratégiával összhangban való fejlesztéséhez. Ebből a célból tudományos kutatásokat folytat és politikai elemzéseket készít, szemináriumokat szervez, valamint tájékoztatási és kommunikációs tevékenységeket végez az említett területen. Az intézet munkája többek között hozzájárul a transzatlanti párbeszédhez. Az intézet munkája magában foglalja információcsere-hálózatok kialakítását egyéb – Európai Unión belüli vagy kívüli – kutatóintézetekkel és szakértői csoportokkal.'

## Felügyelet és költségvetés
Az intézet működését az az Európai Unió tagállamai finanszírozzák, a költségvetési hozzájárulás mértékét az egyes országok bruttó nemzeti termékének arányának megfelelően elosztva. Az intézetet két szerv irányítja:
- a politikai felügyeletet ellátó Politikai és Biztonsági Bizottság (PBB)
- a költségvetési és adminisztratív szabályok meghatározásáért, valamint az intézet munkaprogramjának jóváhagyásáért felelős tanácskozó testület, amelyet a főképviselő/alelnök elnököl

## Kutatás
Az intézet kutatási területei között szerepelnek a közös kül- és biztonságpolitikával kapcsolatos témák, illetve az EU külkapcsolatai a következő térségekkel:
- Afrika
- Ázsia
- Kelet-Európa
- Mediterráneum
- Közel-Kelet/Öböl-térség
- Oroszország
- Amerikai Egyesült Államok/Transzatlanti kapcsolatok
- Nyugat-Balkán

A kutatóintézet többféle kiadványban publikálja kutatási eredményeit, legfontosabb kiadványa a Chaillot Papers című sorozat, mely az EU biztonsága szempontjából aktuális témákat dolgozza fel. A külső szakértők és a kutatóintézet tudományos munkatársai által írt kiadványok alapjául a közösen, illetve egyénileg elvégzett kutatómunka és az alkotók szakismerete szolgál. Az Intézet a sorozaton kívül rendszeresen publikál könyveket, jelentéseket, szakpolitikai tájékoztatókat, eseti tanulmányokat és online véleményeket. A publikálási tevékenységen kívül az EUISS rendszeresen tart rendezvényeket, amelyek találkozási lehetőséget biztosítanak a világ különböző országaiban dolgozó döntéshozók, uniós tisztviselők, egyetemi oktatók, tagállami szakértők és civilszervezetek számára.
Az intézet rendszeresen meghirdet fizetett vendégkutatói és gyakornoki lehetőségeket.

## Sajtó
A kutatóintézet tudományos munkatársai rendszeresen eleget tesznek a nyomtatott sajtó és az audiovizuális média részéről érkező felkéréseknek, hogy szakértőként kommentálják a legfontosabb uniós külpolitikai és biztonságpolitikai témákat.

## Igazgatók
- Nicole Gnesotto (2002-2007)
- Alvaro de Vasconcelos (2007-2012)
- Antonio Missiroli (2012-2017)
- Gustav Lindstrom (2018-2023)
- Steven Everts  (2023-)

## Magyar kutatók az intézetnél
- N. Rózsa Erzsébet (visiting fellow)
- Türke András István (visiting fellow, 2006 ősz)